# Lista de navios lançados em 1950
Esta é uma lista não exaustiva com os navios lançados ao mar no ano de 1950.
|  | Data           | Navio                      | País            | Construtor                             | Localização           | Classe                        | Notas                                                |
|  | -------------- | -------------------------- | --------------- | -------------------------------------- | --------------------- | ----------------------------- | ---------------------------------------------------- |
|  | 16 de janeiro  | NOAAS John N. Cobb         | Estados Unidos  | Western Boatbuilding Company           | Tacoma, Washington    | Navio de pesquisa             | Para National Oceanic and Atmospheric Administration |
|  | 19 de janeiro  | RFA Retainer               | Reino Unido     |                                        |                       | Navio de suporte de armamento | Para Royal Fleet Auxiliary                           |
|  | 3 de maio      | HMS Ark Royal              | Reino Unido     | Cammell Laird                          | Birkenhead            | Classe Audacious              | Para Marinha Real Britânica                          |
|  | 18 de maio     | MS Giulio Cesare           | Itália          | Cantieri Riuniti dell'Adriatico        | Trieste               | Ocean liner                   | Para Italian Line                                    |
|  | 3 de junho     | SS Independence            | Estados Unidos  | Bethlehem Steel Corporation            | Quincy, Massachusetts | Ocean liner                   | Para American Export Lines                           |
|  | 14 de junho    | HMS Diamond                | Reino Unido     | John Brown & Company                   | Clydebank, Escócia    | Classe Daring                 | Para Marinha Real Britânica                          |
|  | 27 de junho    | SS President Jackson       | Estados Unidos  | New York Shipbuilding Corporation      | Camden (Nova Jérsei)  |                               |                                                      |
|  | 27 de julho    | HMS Defender               | Reino Unido     | Alexander Stephen and Sons             | Glasgow, Escócia      | Classe Daring                 | Para Royal Navy                                      |
|  | 27 de julho    | SS Ocean Monarch           | Reino Unido     | Vickers-Armstrongs                     | Walker                | Navio de cruzeiro             | Para Furness Withy                                   |
|  | 16 de agosto   | HMS Dainty                 | Reino Unido     | J. Samuel White                        | Cowes, Ilha de Wight  | contra-torpedeiro             |                                                      |
|  | 9 de outubro   | SS President Adams         | Estados Unidos  | New York Shipbuilding Corporation      | Camden (Nova Jérsei)  |                               |                                                      |
|  | 21 de outubro  | S-80 (submarino soviético) | União Soviética |                                        | Krasnoye Sormovo      | Classe Whiskey                |                                                      |
|  | 19 de novembro | MS Augustus                | Itália          | Cantieri Riuniti dell'Adriatico        | Trieste               | Ocean liner                   | Para Italian Line                                    |
|  | 24 de novembro | Dronning Ingrid            | Dinamarca       | Helsingør Jernskibs og Maskinbyggeri   | Helsingør             | Ferry                         | Para Danske Statsbaner                               |
|  | 20 de dezembro | MV Winsor Trader           | Reino Unido     | Burntisland Shipbuilding Company       | Burntisland           | Navio cargueiro               | Para Dundee, Perth & London Shipping Co Ltd          |
|  | 21 de dezembro | HMS Delight                | Reino Unido     | Fairfield Shipbuilding and Engineering | Glasgow, Escócia      | Classe Daring                 | Para Marinha Real Britânica                          |